# Filippo Buonamici
Pour les articles homonymes, voir Buonamici.
Filippo Buonamici (né en 1705  à Lucques, en Toscane - mort le 30 novembre 1780) est un écrivain italien du XVIIIe siècle.

## Biographie
Après avoir rempli avec distinction une chaire d'éloquence et de poésie, il se livre à l'étude de la théologie, et est chargé, par M. Colloredo, archevêque de Lucques, de rédiger les actes de son synode. Appelé à Rome par Giovanni Vincenzo Lucchesini, secrétaire des brefs, il est fait son substitut, place créée uniquement en sa faveur par le pape Benoît XIV.
Le premier ouvrage reconnu par le public est l'oraison funèbre de Lucchesini en 1745. Peu de temps après, il publie des vers sur le rétablissement de la cathédrale de Bologne par Benoit XIV. Ils sont suivis d'autres compositions du même genre en l'honneur des cardinaux Enriquez et Valenti. Chargé par sa république de traiter des affaires importantes avec le souverain pontife, il y réussit, ce qui lui vaut le titre d'agent de cette république auprès du Saint-Siège, poste qu'il quitte dans la suite pour prendre la place de secrétaire des brefs pour les lettres latines, à laquelle Clément XIV le nomme. Il témoigne sa reconnaissance pour ce pontife par l'oraison funèbre qu'il en prononce dans le Vatican. Buonamici meurt le 30 novembre 1780.
Son principal ouvrage est intitulé : De Claris pontificiarum epistolarum Scriptoribus, en forme de dialogues. La 1re édition de 1753 est dédiée à Benoît XIV ; et la 2e, considérablement améliorée, à Clément XIV. Luigi Gaetano Marini a suppléé aux omissions de cette seconde édition dans son ouvrage degli Archiatri Pontifici, Rome, 1784.
Buonamici publie, en 1776, la vie d'Innocent XI, qui déplut aux jésuites, par la manière dont il y parle des affaires du jansénisme. Il se propose de faire paraître d'autres productions lorsque la mort l'arrêta dans ce projet.
Ses ouvrages en latin et en italien, en prose et en vers, sont réunis avec ceux de son frère Castruccio, et imprimés à Lucques, 1784, 4 vol. in-4°, sous ce titre : Philippi et Castruccii fratrum Bonamicorum Lucensium Opera omnia.

## Publications
- Philippi Bonamici oratio in funere Joannis Vincentii Lucchesinii ad Lucenses, dum amplissimo praesuli in templo ejusdem nationis officia exequiarum persolverent, Rome : typis Bernabo et Lazzarini, 1745. In-8 ̊ , VIII-48 p ;
- De claris pontificiarum epistolarum scriptoribus, ad Benedictum XIV, Pont. Max., liber. Rome, excud. N. et M. Palearini, 1753. In-8 ̊ , 319 p. Rome, excud. M. Palearini, 1770, in-8 ̊ , XXXVI-356 p.